# Ростовуголь
Ростовуголь — угледобывающее предприятие Восточного Донбасса (центр — г. Шахты, Ростовская область). Работа по добыче угля прекращена в 2002 году, предприятие ликвидировано в 2009 году.

## История
Приказом народного комиссара тяжелой промышленности от 25 августа 1938 года № 330 в целях улучшения руководства трестами Донецкого бассейна был разукрупнен комбинат «Донбассуголь» и вместо него организованы три комбината: «Сталинуголь» (г. Сталин), «Ворошиловградуголь» (г. Ворошиловград) и «Ростовуголь» (г. Шахты). В состав комбината «Ростовуголь» вошли тресты «Шахтантрацит», «Несветайантрацит», «Бугураевуголь» и Гундровское рудоуправление. Перед войной в «Ростовугле» работало 36 тыс. человек.
Перед оккупацией в годы Великой Отечественной войны все шахты были законсервированы и оборудование вывезено на восток. Из общей протяженности 350 км горных выработок было завалено 220 км. Все действовавшие шахты накануне оккупации были взорваны. 30 января 1943 года было принято постановление ГКО СССР о восстановлении угольных шахт комбината «Ростовуголь». Восстановление шахт началось сразу же после освобождения города в феврале 1943 года и продолжалось до конца 1946 года.
В 1948 году предприятие было награждено орденом Ленина.
В 1974 году было преобразовано в производственное объединение.
В 1990 году в производственном объединении «Ростовуголь» работало 25 шахт и 10 обогатительных фабрик.
В 1992 году объединение было преобразовано в открытое акционерное общество по добыче и переработке угля «Ростовуголь».
В марте 2002 года акционеры «Ростовуголь» приняли решение о ликвидации предприятия. Из 12 шахт, входивших в компанию, 5 было решено закрыть, а имущество остальных 7 шахт арендовало ООО «Компания „Ростовуголь“».

### Гуковуголь
Приказом наркома топливной промышленности в феврале 1939 года в системе комбината «Ростовуголь» был создан трест «Гуковуголь» со среднесуточной добычей угля 2150—2200 тонн.
Приказом Министра угольной промышленности СССР № 135 от 17 марта 1970 года был создан комбинат «Гуковуголь».
В 1975 году комбинат «Гуковуголь» был преобразован в производственное объединение.

## Руководители
- Ивонин, Иван Павлович 1947—1955
- Головач Пётр Васильевич 1962—1968
- Посыльный, Иван Дмитриевич 1968—1985
- Поченков, Кондрат Иванович
- Усков, Алексей Алексеевич с ноября 1947 по 1955 года, Главный Инженер комбината Ростовуголь
- Мельков Алексей Дмитриевич 1985—1995
- Посыльный Сергей Иванович 1995—2002

## Сотрудники
- Салынский, Афанасий Дмитриевич — русский советский драматург, работал на подземных работах в шахте № 8 треста «Ростовуголь».

Герои Социалистического Труда:
1. Андриянов, Илья Петрович — бригадир проходчиков шахты им. Артёма.
2. Бабкин, Николай Никитович — начальник шахты им. В. И. Ленина треста «Несветайантрацит».
3. Белевцев, Тихон Николаевич — начальник шахты им. ОГПУ.
4. Белицкий, Михаил Иванович — бригадир горнорабочих очистного забоя шахты им. В. И. Ленина треста «Несветайантрацит».
5. Белов, Андрей Васильевич — бригадир горнорабочих очистного забоя шахты «Нежданная».
6. Братченко, Борис Фёдорович — главный инженер треста «Шахтантрацит» в 1945 году, звание Героя получил в 1982 году за большие заслуги перед Советским государством в развитии угольной промышленности и в связи с семидесятилетием со дня рождения.
7. Гаценко, Андрей Тихонович — горнорабочий очистного забоя шахты «Южная» № 1.
8. Головач, Пётр Васильевич — начальник комбината.
9. Григоренко, Надежда Ивановна — бригадир откатчиков шахты им. XX лет РККА треста «Шахтантрацит».
10. Духанин, Ефим Иванович — машинист врубовой машины шахты им. ОГПУ.
11. Ивонин, Иван Павлович — начальник комбината.
12. Лукашев, Филипп Леонидович — бригадир проходчиков горных выработок шахты «Западная-Капитальная».
13. Майсак, Иван Яковлевич — проходчик шахты «Западная-Капитальная».
14. Мишаков, Семён Егорович — забойщик шахты № 19 треста «Богураевуголь».
15. Назаренко, Иван Петрович — бригадир полеводческой бригады подсобного хозяйства № 6.
16. Наугольный, Алексей Андреевич — управляющий трестом «Шахтантрацит».
17. Посыльный, Иван Дмитриевич — генеральный директор производственного объединения.
18. Савченко, Иван Васильевич — бригадир горнорабочих очистного забоя шахты «Южная» № 1 треста «Шахтантрацит».
19. Сафронов, Виктор Иванович — бригадир проходчиков шахты «Шолоховская-Восточная».
20. Семенихин, Демьян Васильевич — начальник шахты им. ОГПУ треста «Несветайантрацит».
21. Стоянов, Марк Семёнович — начальник участка шахты № 7.
22. Табаченко, Павел Павлович — бригадир комбайновой бригады шахты «Соколовская».
23. Ткаченко, Виктор Ильич — горнорабочий очистного забоя шахты № 3-2-бис.
24. Урусов, Владислав Григорьевич — машинист горного комбайна шахты «Шолоховская-Восточная».
25. Усков, Алексей Алексеевич — главный инженер комбината.
26. Фомин, Тимофей Алексеевич — бригадир полеводческой бригады подсобного хозяйства № 6.
27. Хижняченко, Пётр Евгеньевич — начальник шахты «Западная-Капитальная» треста «Несветайантрацит».
28. Чих, Михаил Павлович — бригадир горнорабочих очистного забоя шахты «Южная» № 2 и бригадир горнорабочих очистного забоя шахты «Майская» (дважды Герой).
29. Ямнов, Василий Васильевич — бригадир горнорабочих очистного забоя шахты «Аютинская».